# StoneBridge
Stonebridge, wł. Sten Hallström (ur. 2 lipca 1961 w Sztokholmie) – szwedzki DJ i producent.

## Dyskografia

### Albumy
- All Nite Long (1998)
- Fast Funky & Furious (2000)
- Can’t Get Enough (2004)
- The Flavour The Vibe (2006)
- Music Takes Me (2007)

### Single
- 2004 Put 'Em High (feat. Therese)
- 2005 Take Me Away (feat. Therese)
- 2005 Freak On (Vs. Ultra Nate)
- 2007 SOS
- 2007 You Don’t Know (feat. Kenny Thomas)
- 2008 Close To Heaven (feat. Rita Campbell)
- 2008 Let It Go (feat. Wawa)
- 2010 The Morning After (feat. DaYanee)
- 2010 Tripp’en